# Ortogonalizzazione di Gram-Schmidt
In matematica, e in particolare in algebra lineare, l'ortogonalizzazione Gram-Schmidt è un algoritmo che permette di ottenere un insieme di vettori ortogonali a partire da un generico insieme di vettori linearmente indipendenti in uno spazio vettoriale dotato di un prodotto scalare definito positivo.

## Storia
Il procedimento è così chiamato in onore del matematico danese Jørgen Pedersen Gram (1850-1916) e del matematico tedesco Erhard Schmidt (1876-1959); esso però è stato introdotto precedentemente ai loro studi e si trova in lavori di Laplace e Cauchy.
Quando si implementa l'ortogonalizzazione su un computer, al processo di Gram-Schmidt di solito si preferisce la trasformazione di Householder, in quanto questa è numericamente più stabile, cioè gli errori causati dall'arrotondamento sono minori.

## L'algoritmo
Sia {\displaystyle V} uno spazio vettoriale reale con un prodotto scalare definito positivo. Siano {\displaystyle \mathbf {v} _{1},\ldots ,\mathbf {v} _{n}} vettori linearmente indipendenti in {\displaystyle V}. L'algoritmo di Gram-Schmidt restituisce {\displaystyle n} vettori linearmente indipendenti {\displaystyle \mathbf {e} _{1},\ldots ,\mathbf {e} _{n}} tali che:
{\displaystyle {\mbox{Span}}(\mathbf {v} _{1},\ldots ,\mathbf {v} _{i})={\mbox{Span}}(\mathbf {e} _{1},\ldots ,\mathbf {e} _{i}),\qquad \forall i}
e
{\displaystyle \langle \mathbf {e} _{i},\mathbf {e} _{j}\rangle ={\begin{cases}1&i=j,\\0&i\neq j,\end{cases}}\qquad \|{e_{i}}\|=1,\qquad \forall i}
In altre parole, i vettori restituiti sono ortonormali, ed i primi {\displaystyle i} generano lo stesso sottospazio dei primi {\displaystyle i} vettori iniziali.

### Procedimento
La proiezione ortogonale è la funzione che "proietta" il vettore {\displaystyle \mathbf {v} } in modo ortogonale su {\displaystyle \mathbf {u} }:
{\displaystyle \mathrm {proj} _{\mathbf {u} }\,(\mathbf {v} )={\langle \mathbf {v} ,\mathbf {u} \rangle  \over \langle \mathbf {u} ,\mathbf {u} \rangle }\mathbf {u} .}
Il procedimento di Gram–Schmidt permette di costruire una base ortogonale {\displaystyle \mathbf {u} _{1},\ldots ,\mathbf {u} _{n}} a partire da una base generica {\displaystyle \mathbf {v} _{1},\ldots ,\mathbf {v} _{n}}. Per calcolare {\displaystyle \mathbf {u} _{i}} si proietta {\displaystyle \mathbf {v} _{i}} ortogonalmente sul sottospazio {\displaystyle U_{i-1}} generato da {\displaystyle \{\mathbf {u} _{1},\mathbf {u} _{2},\dots ,\mathbf {u} _{i-1}\}}. Si definisce allora {\displaystyle \mathbf {u} _{i}} come differenza tra {\displaystyle \mathbf {v} _{i}} e questa proiezione, in modo che risulta garantito che esso sia ortogonale a tutti i vettori nel sottospazio {\displaystyle U_{i-1}}. Normalizzando poi la base ortogonale (cioè dividendo ogni vettore {\displaystyle \mathbf {u} _{i}} che la compone per la propria norma {\displaystyle \|\mathbf {u} _{i}\|}) si ottiene una base ortonormale dello spazio.

Nello specifico:
{\displaystyle {\begin{aligned}\mathbf {u} _{1}&=\mathbf {v} _{1},&\mathbf {e} _{1}&={\mathbf {u} _{1} \over \|\mathbf {u} _{1}\|}\\\mathbf {u} _{2}&=\mathbf {v} _{2}-\mathrm {proj} _{\mathbf {u} _{1}}\,(\mathbf {v} _{2}),&\mathbf {e} _{2}&={\mathbf {u} _{2} \over \|\mathbf {u} _{2}\|}\\\mathbf {u} _{3}&=\mathbf {v} _{3}-\mathrm {proj} _{\mathbf {u} _{1}}\,(\mathbf {v} _{3})-\mathrm {proj} _{\mathbf {u} _{2}}\,(\mathbf {v} _{3}),&\mathbf {e} _{3}&={\mathbf {u} _{3} \over \|\mathbf {u} _{3}\|}\\\mathbf {u} _{4}&=\mathbf {v} _{4}-\mathrm {proj} _{\mathbf {u} _{1}}\,(\mathbf {v} _{4})-\mathrm {proj} _{\mathbf {u} _{2}}\,(\mathbf {v} _{4})-\mathrm {proj} _{\mathbf {u} _{3}}\,(\mathbf {v} _{4}),&\mathbf {e} _{4}&={\mathbf {u} _{4} \over \|\mathbf {u} _{4}\|}\\&{}\ \ \vdots &&{}\ \ \vdots \\\mathbf {u} _{k}&=\mathbf {v} _{k}-\sum _{j=1}^{k-1}\mathrm {proj} _{\mathbf {u} _{j}}\,(\mathbf {v} _{k}),&\mathbf {e} _{k}&={\mathbf {u} _{k} \over \|\mathbf {u} _{k}\|}.\end{aligned}}}
dove {\displaystyle \{\mathbf {e} _{i}\}} è la base normalizzata.

I primi due passi dell'algoritmo.

Una verifica immediata della correttezza del procedimento eseguito, ovvero che si è ottenuto un insieme di vettori mutuamente ortogonali, è il calcolo del prodotto scalare fra {\displaystyle \mathbf {u} _{i}} e {\displaystyle \mathbf {e} _{j}}.

### Generalizzazioni
Il processo di Gram-Schmidt si applica anche ad una successione infinita {\displaystyle \{\mathbf {v} _{i}\}_{i}} di vettori linearmente indipendenti. Il risultato è sempre una successione {\displaystyle \{\mathbf {e} _{i}\}_{i}} di vettori ortogonali e con norma unitaria, tale che:
{\displaystyle {\mbox{Span}}(\mathbf {v} _{1},\ldots ,\mathbf {v} _{i})={\mbox{Span}}(\mathbf {e} _{1},\ldots ,\mathbf {e} _{i}),\qquad \forall i.}

## Scrittura per mezzo del determinante
Il risultato del procedimento di Gram-Schmidt può essere espresso in modo non ricorsivo utilizzando il determinante:
{\displaystyle \mathbf {e} _{j}={\frac {1}{\sqrt {D_{j-1}D_{j}}}}{\begin{vmatrix}\langle \mathbf {v} _{1},\mathbf {v} _{1}\rangle &\langle \mathbf {v} _{2},\mathbf {v} _{1}\rangle &\dots &\langle \mathbf {v} _{j},\mathbf {v} _{1}\rangle \\\langle \mathbf {v} _{1},\mathbf {v} _{2}\rangle &\langle \mathbf {v} _{2},\mathbf {v} _{2}\rangle &\dots &\langle \mathbf {v} _{j},\mathbf {v} _{2}\rangle \\\vdots &\vdots &\ddots &\vdots \\\langle \mathbf {v} _{1},\mathbf {v} _{j-1}\rangle &\langle \mathbf {v} _{2},\mathbf {v} _{j-1}\rangle &\dots &\langle \mathbf {v} _{j},\mathbf {v} _{j-1}\rangle \\\mathbf {v} _{1}&\mathbf {v} _{2}&\dots &\mathbf {v} _{j}\end{vmatrix}},}
{\displaystyle {\displaystyle \mathbf {u} _{j}={\frac {1}{D_{j-1}}}{\begin{vmatrix}\langle \mathbf {v} _{1},\mathbf {v} _{1}\rangle &\langle \mathbf {v} _{2},\mathbf {v} _{1}\rangle &\cdots &\langle \mathbf {v} _{j},\mathbf {v} _{1}\rangle \\\langle \mathbf {v} _{1},\mathbf {v} _{2}\rangle &\langle \mathbf {v} _{2},\mathbf {v} _{2}\rangle &\cdots &\langle \mathbf {v} _{j},\mathbf {v} _{2}\rangle \\\vdots &\vdots &\ddots &\vdots \\\langle \mathbf {v} _{1},\mathbf {v} _{j-1}\rangle &\langle \mathbf {v} _{2},\mathbf {v} _{j-1}\rangle &\cdots &\langle \mathbf {v} _{j},\mathbf {v} _{j-1}\rangle \\\mathbf {v} _{1}&\mathbf {v} _{2}&\cdots &\mathbf {v} _{j}\end{vmatrix}}},}
dove {\displaystyle D_{0}=1}, e per {\displaystyle j\geq 1} si indica con {\displaystyle D_{j}} il determinante della matrice di Gram:
{\displaystyle D_{j}={\begin{vmatrix}\langle \mathbf {v} _{1},\mathbf {v} _{1}\rangle &\langle \mathbf {v} _{2},\mathbf {v} _{1}\rangle &\dots &\langle \mathbf {v} _{j},\mathbf {v} _{1}\rangle \\\langle \mathbf {v} _{1},\mathbf {v} _{2}\rangle &\langle \mathbf {v} _{2},\mathbf {v} _{2}\rangle &\dots &\langle \mathbf {v} _{j},\mathbf {v} _{2}\rangle \\\vdots &\vdots &\ddots &\vdots \\\langle \mathbf {v} _{1},\mathbf {v} _{j}\rangle &\langle \mathbf {v} _{2},\mathbf {v} _{j}\rangle &\dots &\langle \mathbf {v} _{j},\mathbf {v} _{j}\rangle \end{vmatrix}}.}

## Esempio
Dati i vettori {\displaystyle \mathbf {v} _{1}=(3,1)} e {\displaystyle \mathbf {v} _{2}=(2,2)} nel piano euclideo {\displaystyle \mathbb {R} ^{2}} munito del prodotto scalare standard, applicando il procedimento di Gram-Schmidt si ha:
{\displaystyle \mathbf {u} _{1}=\mathbf {v} _{1},}
{\displaystyle \mathbf {u} _{2}=\mathbf {v} _{2}-\mathrm {proj} _{\mathbf {u} _{1}}(\mathbf {v} _{2})=(2,2)-\mathrm {proj} _{(3,1)}\,{(2,2)}=(-2/5,6/5),}
ottenendo i vettori {\displaystyle \mathbf {u} _{1}} e {\displaystyle \mathbf {u} _{2}} che sono ortogonali fra loro, come mostra il loro prodotto scalare:
{\displaystyle \langle \mathbf {u} _{1},\mathbf {u} _{2}\rangle =\left\langle (3,1),(-2/5,6/5)\right\rangle =-{\frac {6}{5}}+{\frac {6}{5}}=0.}